# Loxosceles griffinae
Espèce
Loxosceles griffinae est une espèce d'araignées aranéomorphes de la famille des Sicariidae.

## Distribution
Cette espèce est endémique de Namibie. Elle se rencontre dans les régions d'Okokatuwo et d'Opuwo.

## Description
Le mâle mesure 5,0 mm et les femelles de 6,4 à 7,8 mm.

## Étymologie
Cette espèce est nommée en l'honneur d'Eryn Griffin.

## Publication originale
- Lotz, 2017 : An update on the spider genus Loxosceles (Araneae: Sicariidae) in the Afrotropical region, with description of seven new species. Zootaxa, vol. 4341(4), p. 475-494.